# Harda Horda
Harda Horda — неформальна літературна група, яка об'єднує польських письменниць-фантасток.

## Історія та завдання групи
Літературна група «Harda Horda» заснована на початку 2017 року, спочатку як думки над мотивами творів для письменниць, формалізована в березні того ж року. Назва групи нагадує крик «For the Horde!», відомого з гри «World of Warcraft».
Група «Harda Horda», подібно до групи «Klub Tfurców», є ситуаційною групою, а не програмною. Письменниці, які входять до складу групи, не дотримуються якоїсь ідеологічної програми чи маніфесту, не дотримуються якихось спільних стилістичних особливостей, і єдиними елементами, які об'єднують учасниць групи, є написання ними фантастичних творів та стать. Метою існування групи є просування письменниць та взаємна підтримка.
Першим спільним твором групи було створення в 2017 році англомовного каталогу польських письменниць «Fantastic Women Writers of Poland», який мав на меті допомогти промоції учасниць групи. За рік на порталі LubimyCzytac.pl опублікована збірка фейлетонів, присвячених письменницькій діяльності.
У 2019 році з нагоди других роковин існування групи у видавництві «SQN» вийшла друком антологія «Harda Horda», до якої увійшли оповідання авторок групи (за виключенням Христини Ходоровської).
У грудні 2020 року у видавництві «SQN» вийшла друком друга групова антологія письменниць групи «Harde Baśnie», до якої увійшли 13 оповідань, які є переказами класичних казок.

## Склад групи
До складу групи входять Ева Бялоленцька, Христина Ходоровська, Агнєшка Галас, Анна Грицишин, Анета Ядовська, Александра Януш, Анна Каньтох, Марта Кісель, Магдалена Кубасевич, Анна Нєзнай, Мартина Радуховська, Мілена Вуйтович, Александра Зєлінська.